# Внутрішня кільцева дорога Лондона

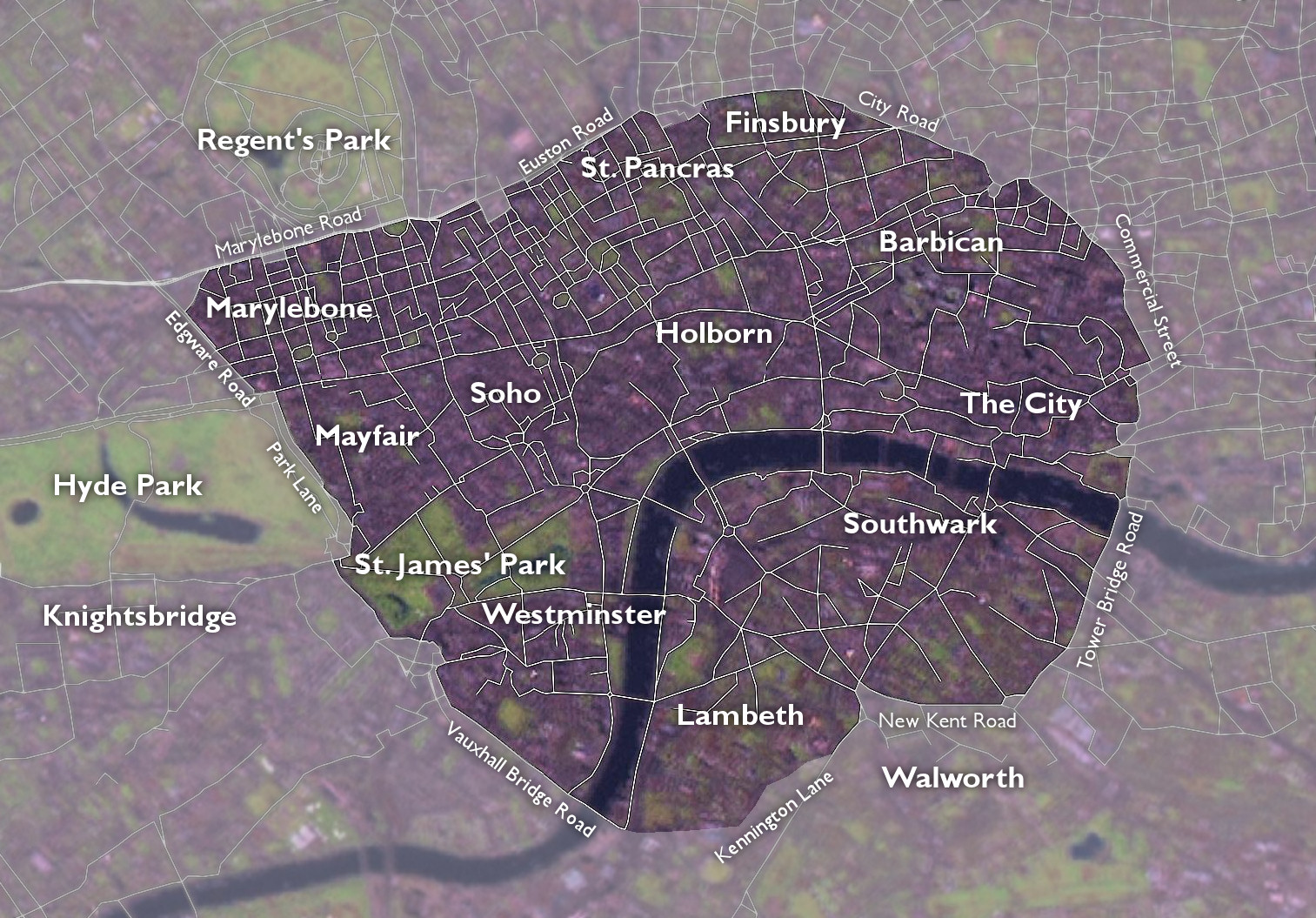
Плата за затори стягується в межах Лондонської внутрішньої кільцевої дороги.

Лондонська внутрішня кільцева дорога, або Кільцева дорога, як зазначено вказівником, становить 19 кілометрів маршруту із середнім діаметром 4,43-8,85 кілометри, що утворюється з низки основних доріг, що оточують Центральний Лондон. Кільцева дорога є межею лондонської протизаторної зони сплати, хоча сама кільцева дорога не є частиною зони.
Починаючи з крайньої північної точки та рухаючись за годинниковою стрілкою дороги, що визначають межу, Пентонвіль-роуд, Сіті-роуд, Олд-стріт, Грейт-Істерн-стріт, Комершл-стріт, Менселл-стріт, Тауерський міст, Тауер-Брідж-роуд, Нью-Кент-роуд, Елефант, Kennington Lane. Дороги, які складають систему одностороннього руху Vauxhall Cross, і Vauxhall Bridge, Vauxhall Bridge Road, а також дороги Victoria, Grosvenor Place, Park Lane, Edgware Road, Old Marylebone Road, Marylebone Road і Euston Дорога.
Маршрут описано як «Внутрішня» кільцева дорога, оскільки є ще два набори доріг, які були описані як лондонські кільцеві дороги. Північна та Південна окружні дороги разом утворюють другу кільцеву дорогу навколо Лондона, в середньому 16-24 кілометри в діаметрі. Автомагістраль M25 є найвіддаленішою дорогою, що оточує мегаполіс, із середнім діаметром 64-80 кілометрів.

## Історія
Плани внутрішньої кільцевої дороги були висунуті Патріком Аберкромбі в 1940-х роках у Плані округу Лондон.

## Складові дороги

### Історична Нова дорога
Будівництво Нової дороги від Паддінгтона до Іслінгтона почалося в 1756 році, щоб зменшити затори в забудованому районі Лондона. У той час райони Мерілебон, Фіцровія та Блумсбері були на північній околиці міста, і лише південні частини їх були забудовані. Нова дорога проходила через поля на північ від цих трьох околиць.
Зараз ця дорога є однією з найбільш завантажених магістралей міста. Він пролягає від Еджвар-роуд на заході до Енджела на сході. Після перейменування в 1857 році західна ділянка між Еджвар-роуд і Грейт-Портленд-стріт відома як Мерілебон-роуд, центральна ділянка між Грейт-Портленд-стріт і Кінгс-Крос відома як Юстон-роуд, а східна ділянка від Кінгс-Крос до The Ангела називають Pentonville Road.
Сіті-роуд була побудована в 1761 році, щоб продовжити маршрут на схід до північного краю лондонського Сіті.

### Пентонвільська дорога
Пентонвільська дорога проходить із заходу на схід від Kings Cross до City Road. Значно більша частина дороги проходить у лондонському районі Іслінгтон, але невелика частина поблизу Кінгс-Крос знаходиться в лондонському районі Камден, включаючи вхід до станції метро Кінгс-кросс-Сент-Панкрас King's Cross Thameslink. Сучасну назву він отримав у 1857 році.
Є кілька гуртожитків, розташованих на Pentonville Road, це дім Дінвідді (SOAS), дім Пола Робсона та Nido Student Living. Уздовж дороги є дві зелені зони – парк Джозефа Грімальді та площа Клермонт, але остання не відкрита для відвідування.

### Менсел Стріт
Менселл-стріт — це коротка дорога, яка є частиною маршруту A1210 (хоча іноді вказується як A1211), яка більшою частиною своєї довжини позначає межу між лондонським Сіті та лондонським районом Тауер Гамлетс, хоча найпівденніша частина повністю в Тауер Гамлетс. Він пролягає від Олдгейта на південь до Лондонського Тауера. Північна частина, на північ від перехрестя з Гудменс-Ярд і Прескот-стріт, має односторонній рух на північ, тоді як південна частина має односторонній рух на південь.

### Дорога Тауер Брідж

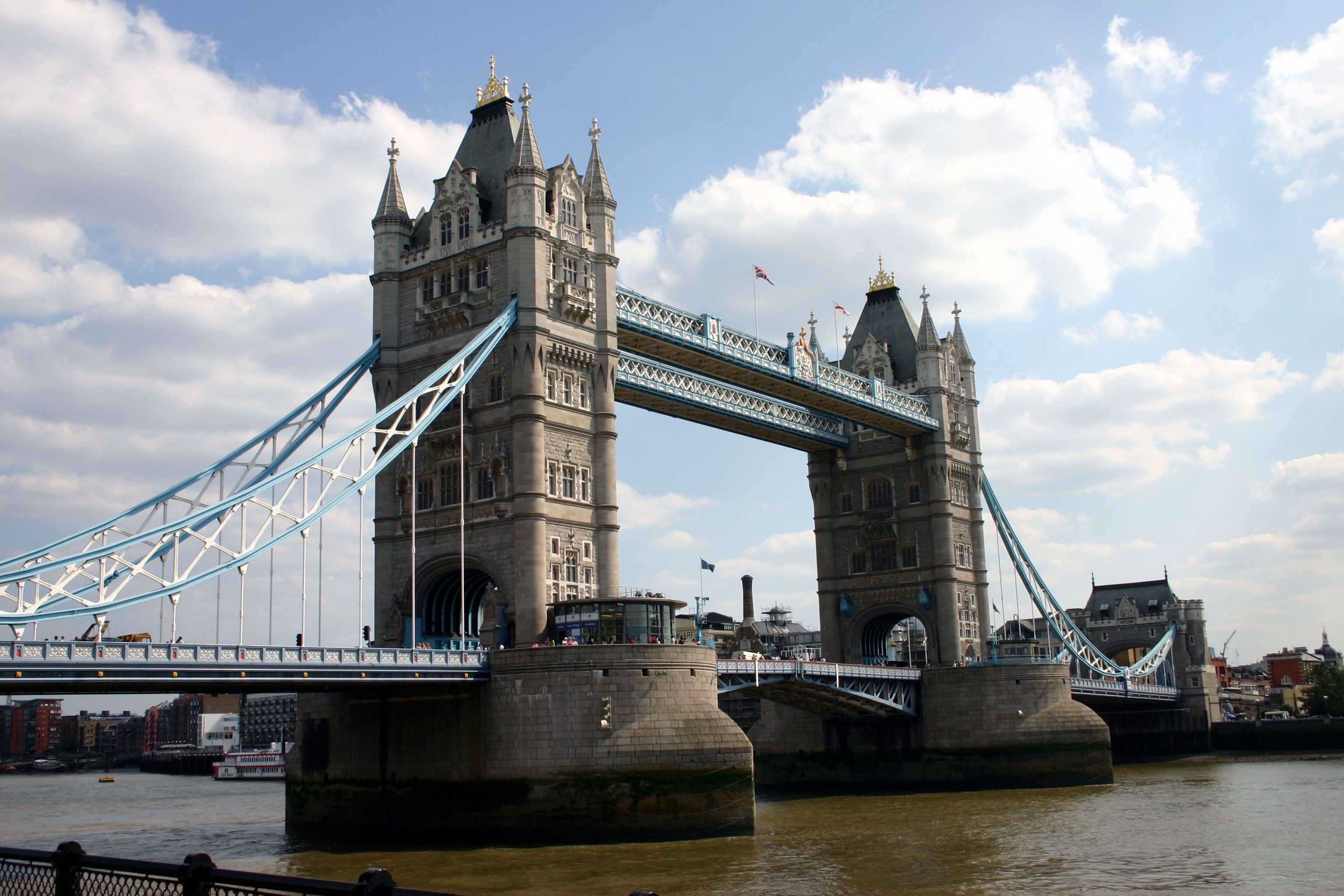
Тауерський міст.

Тауер Брідж Роуд — це дорога в Бермондсі в лондонському районі Саутворк, Великобританія, яка тягнеться з півночі на південь і з’єднує кільцеву розв’язку Бріклейерс Армс і естакаду на її південному кінці (Нью Кент Роуд і Олд Кент Роуд) до Тауерського мосту та через вул. Річка Темза на її північному кінці. Це також посилання на Лонг Лейн.
Уздовж дороги є велика кількість антикварних (або мотлохових) магазинів. Є також площа Бермондсі, на якій щоп’ятниці вранці проходить «антикварний» ринок, зазвичай відомий як ринок Бермондсі, хоча офіційно — ринок Нової Каледонії.

### Кеннінгтон Лейн
Kennington Lane — це дорога А (за класифікацією A3204), що проходить між Elephant &amp; Castle на сході та Vauxhall на заході.
Починаючи з Elephant, Kennington Lane відділяється від A3 за допомогою Y-подібного перехрестя, де Newington Butts перетворюється на Kennington Park Road. Рухаючись у південно-західному напрямку, дорога потім перетинає A23 Kennington Road, перш ніж досягти односторонньої системи Vauxhall, де A3036 Albert Embankment і Wandsworth Road, A202 Vauxhall Bridge, Durham Street і Harleyford Road, A203 South Lambeth Road і A3205 Дев'ять В'язів Лейн всі сходяться.

### Воксхолл Брідж Роуд

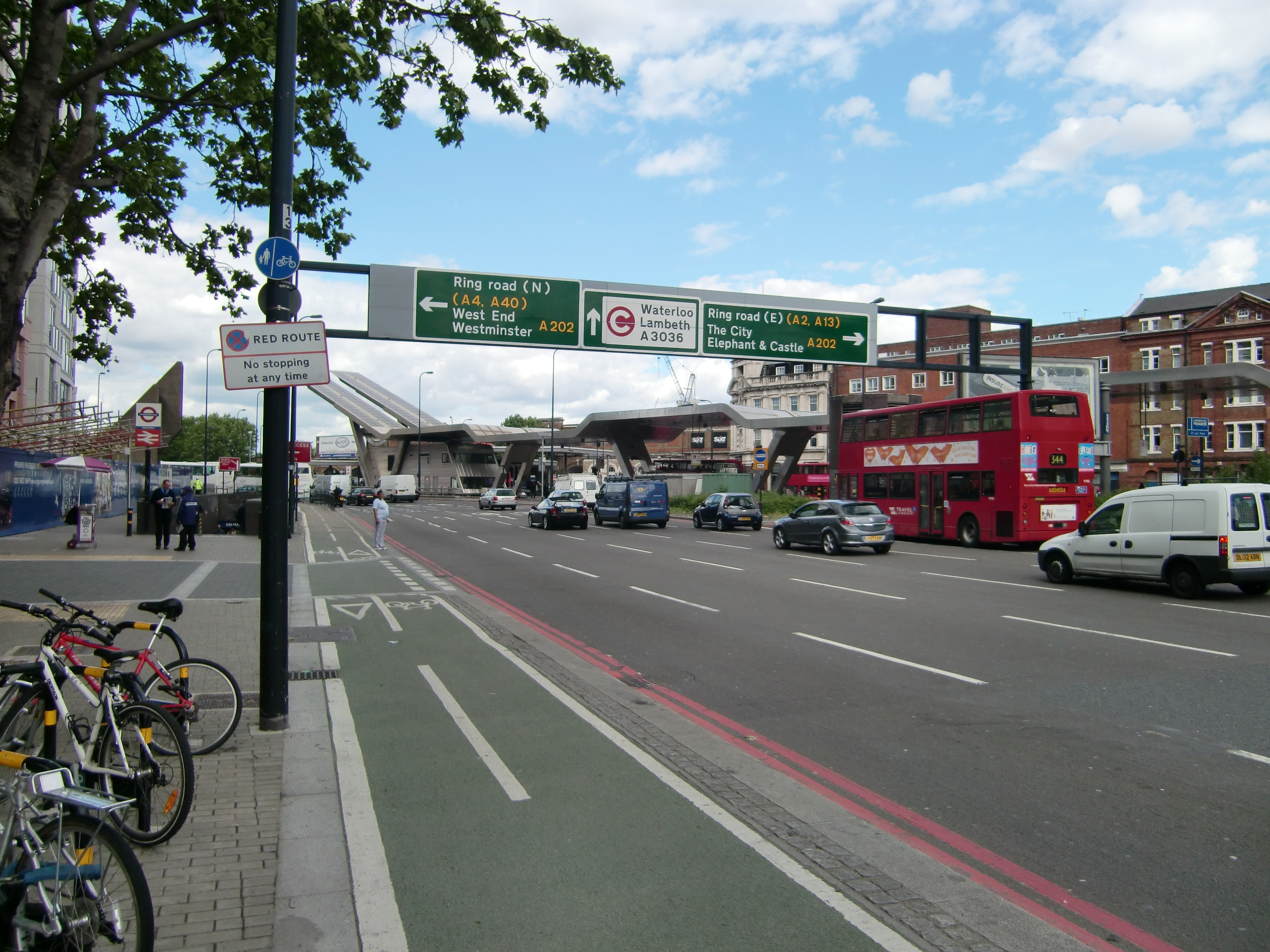
Наближаючись до кільцевої дороги на Воксхолл-крос

Воксхолл-Брідж-роуд пролягає з південного сходу на північний захід від Воксхолл-Кросс через річку Темзу до станції Вікторія. У крайній південній точці дорога проходить повз штаб-квартиру MI6. Ділянка, розташована відразу за мостом Воксхолл на північ від Темзи, називається Сади Бессборо, і тут розташоване посольство Литви. Далі знаходиться посольство Мавританії.

### Одностороння система Victoria
Система одностороннього руху Вікторія розташована перед станцією Вікторія. За годинниковою стрілкою він включає Лоуер-Гросвенор-Плейс, Брессенден-Плейс і західну частину вулиці Вікторія-Стріт.